# Schizophrenia
Schizophrenia je druhé studiové album brazilské thrashmetalové skupiny Sepultura, vydané 30. října 1987 u Cogumelo Records. Je to první album skupiny s Andreasem Kisserem. Zvuk a atmosféra alba se více přiklání k death/thrash metalovému žánru než předchozí album Morbid Visions, které má stylově blíže k black metalu.
V Americe kapela rozesílala playlisty rádií v době, kdy měla problémy s koncertováním, protože majitelé klubů se je báli objednat kvůli jejich hudebnímu stylu. Ještě než kapelu viděli vystupovat naživo, Roadrunner Records s nimi podepsali smlouvu a vydali album na mezinárodní úrovni.

## Seznam skladeb
| Schizophrenia  | Schizophrenia                    | Schizophrenia |
| Pořadí         | Název                            | Délka         |
| -------------- | -------------------------------- | ------------- |
| 1.             | "Intro"                          | 0:31          |
| 2.             | "From the Past Comes the Storms" | 4:55          |
| 3.             | "To the Wall"                    | 5:36          |
| 4.             | "Escape to the Void"             | 4:38          |
| 5.             | "Inquisition Symphony"           | 7:13          |
| 6.             | "Screams Behind the Shadows"     | 4:48          |
| 7.             | "Septic Schizo"                  | 4:31          |
| 8.             | "The Abyss"                      | 1:01          |
| 9.             | "R.I.P. (Rest in Pain)"          | 4:36          |
| Celková délka: | Celková délka:                   | 37:49         |

## Obsazení
- Max Cavalera – zpěv, kytara
- Igor Cavalera - bicí
- Andreas Kisser - kytara
- Paulo Jr. - basa